# 陵陵
陵陵（又被称为玲玲）是一只雄性大熊猫，于1985年9月5日出生于北京动物园。1990年代中国大陆曾计划将陵陵赠送给台湾，但最终未能成行。1992年，为纪念中日邦交正常化20周年，北京动物园将陵陵与日本上野动物园的熊猫悠悠交换，陵陵自此落户日本。2001年起，陵陵曾经三次前往墨西哥查普尔特佩克动物园交配繁殖并进行过人工授精，但终究未获成功，陵陵也因此没有留下后代。
2008年4月起陵陵的身体状况出现恶化，同月30日22岁零7个月的陵陵在上野动物园去世。